# Clusia gracilis
Clusia gracilis är en tvåhjärtbladig växtart som beskrevs av Paul Carpenter Standley. Clusia gracilis ingår i släktet Clusia och familjen Clusiaceae. Inga underarter finns listade i Catalogue of Life.